# Scythris brunneofasciella
Scythris brunneofasciella is een vlinder uit de familie dikkopmotten (Scythrididae). De wetenschappelijke naam is voor het eerst geldig gepubliceerd in 2000 door K. Nupponen & Junnilainen.
De soort komt voor in Europa.